# (21496) Lijianyang
(21496) Lijianyang est un astéroïde de la ceinture principale.

## Description
(21496) Lijianyang est un astéroïde de la ceinture principale. Il fut découvert le 1er mai 1998 à la station Anderson Mesa par le programme LONEOS. Il présente une orbite caractérisée par un demi-grand axe de 2,68 UA, une excentricité de 0,20 et une inclinaison de 8,2° par rapport à l'écliptique.

## Compléments